# Vredesakkoord van Kourou
Het Vredesakkoord van Kourou is een vredesovereenkomst getekend op 21 juli 1989 door de regering van Suriname en het Junglecommando  van Ronnie Brunswijk, hoofd van de SLA. Het had als doel een einde te maken aan de Binnenlandse Oorlog en de vluchtelingen in Frans Guiana in staat te stellen weer naar huis terug te keren.
De onderhandelingen begonnen in 1988 tussen de nieuwe democratische verkozen regering en het Surinaamse Bevrijdingsleger. De Franse diplomatie verleende goede diensten. Een compromis werd uiteindelijk bereikt en op 21 juli 1989 werd er in Kourou in het naburige Frans-Guyana een akkoord getekend.
Het akkoord van Kourou behelst:
- Amnestie voor alle strijders
- Einde van de uitzonderingstoestand die sinds 1986 van kracht was
- Terugkeer van de Surinaamse vluchtelingen in de Franse kampen en garanties voor hun veiligheid
- Integratie van het Junglecommando in de politiemacht in de zone waarover zij de controle uitoefenen (de Marowijne en het zuiden van het land)
- De stichting van een consultatieve raad voor de ontwikkeling van het binnenland
- Een einde aan de drugshandel

Na het tekenen van het akkoord vonden echter acties van een groep inheemsen plaats die vaak de Tucajana Amazones genoemd worden. Hun voormalige woordvoerder Henk Roy Matui, gewoonlik Mato genoemd, verklaarde dat de groep in het leven geroepen werd omdat de Shankar-regering in het vredesakkoord te veel macht aan het Junglecommando gaf. Ze mochten overal gaan en staan. Mato had gewelddaden op twee boswachters meegemaakt en hij was getuige geweest van de vlucht van de inheemsen uit Jodensavanne, Cassipora en Redidoti, het dorp van zijn moeder uit angst voor Brunswijks mannen. De reden voor de vorming van de Tucayana zou dus angst voor gewelddaden zijn. Zelf voerden zij gijzelingen uit op een vliegtuig, een veer met een hoop mensen. Echter een cameraploeg die een blik achter de schermen kon werpen, kreeg een goed geoliede organisatie met militaire kleding en mensen van Creoolse, Javaanse en Hindoestaanse in plaats van inheemse achtergrond te zien. Het vermoeden is daarom dat de Tucayana's een door het leger van Bouterse georganiseerde dekmantel waren. De organisatie slaagde erin hele delen van West-Suriname onder controle te krijgen en droeg in belangrijke mate bij tot het ondermijnen van het akkoord van Kourou.
De Telefooncoup van 1990 die Desi Bouterse weer aan de macht bracht, verhinderde de inwerkingtreding van het akkoord volledig, totdat het land in 1992 weer een democratische regering kreeg. Bouterse verzette zich tegen de integratie van de rebellen in de politiemacht en de marronvluchtelingen waren bang om terug te keren, omdat ze vreesden door inheemse machten die trouw waren aan Bouterse afgeslacht te worden.